# Platja de Portaló
La platja de Portaló, també anomenada platja de Neganta, és una platja natural del municipi de Cadaqués (Alt Empordà), situada a final de la cala de Portaló, dins del Parc Natural del Cap de Creus. Orientada al nord, està relativament arrecerada de la tramuntana gràcies a que la cala està flanquejada per altes parets rocoses. Té una longitud de 34 m i una amplada mitjana de 29 m, formada per sorres gruixudes, fines i graves. S'hi practica el nudisme.

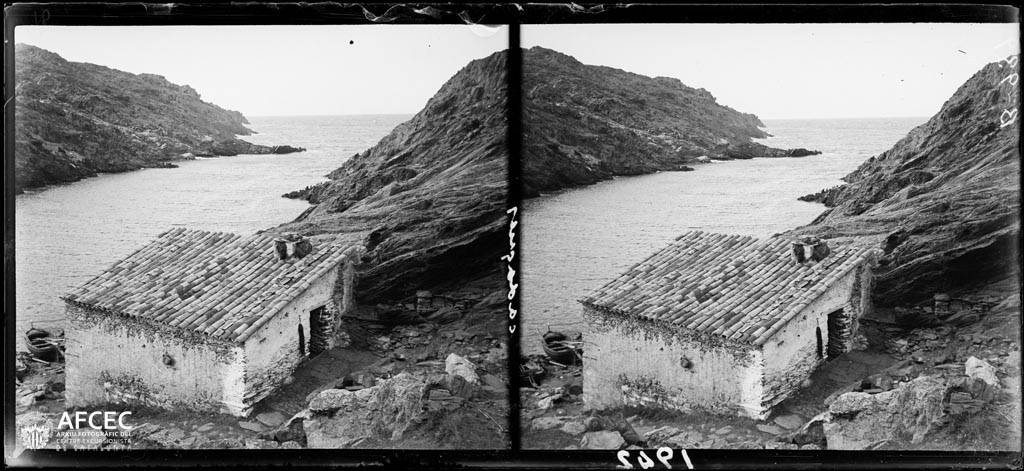
Antic refugi de Neganta

Antigament era coneguda com Porto Longo. Era utilitzada pels pirates com un port natural, per amagar-se i com a base de les seves operacions. Prop de la platja hi havia una font.
Als penya-segats al costat de la platja hi ha les runes del refugi de Neganta, una antiga barraca de pescadors.